# Parepierus opacipennis
Parepierus opacipennis är en skalbaggsart som beskrevs av Heinrich Bickhardt 1918. Parepierus opacipennis ingår i släktet Parepierus och familjen stumpbaggar. Inga underarter finns listade i Catalogue of Life.